# ユナイテッド・シネマ枚方
ユナイテッド・シネマ枚方（ユナイテッド・シネマひらかた、UNITED CINEMAS HIRAKATA）は、大阪府枚方市にかつて存在したシネマコンプレックス（映画館）。ローソン・ユナイテッドシネマ株式会社によって運営されていた。
2006年に角川シネプレックスの運営でシネプレックス枚方としてオープンし、2017年に現館名に改称。2025年2月2日をもって閉館した。

## 歴史

### 枚方市と映画館
町制時代の枚方には枚方温泉劇場（1911年設立）と中宮映画劇場（1943年設立）という2つの映画館があった。戦後、市制が敷かれ枚方町は枚方市となったが、1950年代前半になると温泉劇場が撤退し、枚方映画劇場が設立。枚方映画劇場は片渕須直の母方の祖父が経営していた映画館である。全国の映画館数がピークに達した1960年（昭和35年）時点で同市の映画館は7館に増えるも、その後は一つまた一つと撤退していき、平成に改元した1989年（平成元年）に中宮映画劇場が閉館し、以降の17年間は枚方に映画館が存在しなかった。

### シネプレックス時代
2006年（平成18年）11月、枚方市高野道に大和ハウス工業が手掛ける鉄骨造4階建てのショッピングセンター『フォレオひらかた』が竣工。同年12月9日、フォレオひらかたの核施設となるシネマコンプレックスとして、『シネプレックス枚方』が開業した。シネプレックスとしては11店目であり、関西地方としては唯一の店舗だった。先述の通り同市内17年ぶりの映画館であったことから、開店当時のキャッチコピーは「枚方は『映画館のあるまち』へ。」となっていた。
こけら落としは山田洋次監督の『武士の一分』で、当日には出演女優の檀れいが来場。翌12月10日には同じくこけら落としである『王の男』（イ・ジュンイク監督）出演のイ・ジュンギが訪れ舞台挨拶を行っている。
2011年（平成23年）5月21日と22日には、吉川友主演の映画『きっかけはYOU!』（月川翔監督）が上映され、本編終了後には吉川による生ライブも行われた。翌2012年（平成24年）1月期には板尾創路監督作『月光ノ仮面』が上映され、同月9日の先行上映会では板尾が舞台挨拶で来館している。

### 4DX導入とユナイテッド・シネマへの改称
2013年（平成25年）6月1日付でシネプレックスがユナイテッド・シネマに吸収合併され、シネプレックスの全サイトがユナイテッド・シネマの運営となったが、枚方は引き続きシネプレックスのままで営業を続けた。2014年（平成26年）3月12日、樟葉花園町のくずはモール内にTOHOシネマズくずはモールがオープンし、枚方のシネコンは2サイト・19スクリーンに増えた。
2015年（平成27年）12月16日、シアター6を4DXシアターに改修。関西地方としてはアースシネマズ姫路（兵庫県姫路市・テラッソ姫路内）・イオンシネマ四條畷（大阪府四條畷市・イオンモール四條畷内）・109シネマズ大阪エキスポシティ（大阪府吹田市・EXPOCITY内）に続く4サイト目で、2日後の同月18日には奈良県橿原市のユナイテッド・シネマ橿原（ツインゲート橿原内、旧MOVIX橿原）にも4DXシアターがオープンしている。
2016年（平成28年）6月には、高知県四万十市を舞台にした映画『あらうんど四万十 ―カールニカーラン―』がシネプレックス枚方で上映され、同月11日には監督した松田大佑と出演した能勢浩（当時「ビーグル38」メンバー）が舞台挨拶を行った。同月18日には『KING OF PRISM by PrettyRhythm』の4DX上映で、監督した菱田正和と一条シン役を演じた寺島惇太が舞台挨拶を行っている。
2016年12月には開業10周年を迎え、翌2017年（平成29年）1月期には先述の片渕須直が監督した『この世界の片隅に』を上映。そして開業11年を経た同年12月7日に館名を『ユナイテッド・シネマ枚方』に改称。大阪府内としては「ユナイテッド・シネマ岸和田」（岸和田カンカンベイサイドモール内）に続く2サイト目であった。

### コロナ禍、そして閉館へ
2019年5月1日に元号が令和に変わると、翌2020年（令和2年）の年明けから新型コロナウイルス感染症が世界的に流行。ユナイテッド・シネマ枚方はそれに伴う緊急事態宣言により同年4月から5月21日まで臨時休業を余儀なくされる。更に翌2021年（令和3年）4月25日から5月31日までも同様の措置により臨時休業。同8月期には最終上映の終了時刻を21時までに短縮する措置も取られた。
2014年8月にローソングループの傘下となったユナイテッド・シネマは、2024年（令和6年）3月1日付で『ローソン・ユナイテッドシネマ株式会社』に社名変更。同年4月26日の『ローソン・ユナイテッドシネマ STYLE-S みなとみらい』（神奈川県横浜市・MARK IS みなとみらい内）開業を契機に、ユナイテッド・シネマとシネプレックスの全サイトをローソン・ユナイテッドシネマに統一する方針を明かした。しかし、ユナイテッド・シネマ枚方が入居していたフォレオひらかたは徐々にテナント数が激減。更に建物の賃貸借契約満了も重なり、同年8月27日、翌2025年（令和7年）2月2日付でユナイテッド・シネマ枚方を閉館することを発表。フォレオひらかた自体もユナイテッド・シネマと同日に閉館することが同年11月22日に発表された。日本国内で4DXを有したシネコンとしては初の閉館となり、ローソン・ユナイテッドシネマへの屋号変更を待たずしての閉館となった。
最終特別興行として同年1月24日から2月2日まで「お客様に感謝の気持ちを込めて、『ありがとう』ラスト上映会」が行われ、枚方市出身の岡田准一主演による『永遠の0』（2013年）、『ザ・ファブル』シリーズ（2019年・2021年）、『燃えよ剣』（2021年）などを上映。通常興行は前年12月13日から上映されていた武内英樹監督作『はたらく細胞』、4DXは『進撃の巨人 完結編 THE LAST ATTACK』（林祐一郎監督）がそれぞれ最終上映となり、シネプレックス時代から通算して18年2ヵ月の歴史にピリオドを打った。フォレオひらかたの建物自体は同年春頃から約1年の予定で解体工事が行われているが、跡地の再開発については現時点で未定である。

## データ
- 所在地：大阪府枚方市高野道1丁目20-10 フォレオひらかた1階
- 運営
  - ヘラルド・エンタープライズ株式会社（2006年12月 - 2007年2月）
  - 角川シネプレックス株式会社（2007年3月 - 2013年3月）
  - シネプレックス株式会社（2013年3月 - 5月）
  - ユナイテッド・シネマ株式会社（2013年6月 - 2024年2月）
  - ローソン・ユナイテッドシネマ株式会社（2024年3月 - ）[32]

### 座席数
全9スクリーンのうちメインスクリーン含む3スクリーンに、シネプレックス独自の音響システムであるHDCS（ヘラルド・ダイナミック・クリア・サウンド）を導入していた。
| SCREEN | 座席数 | スクリーンサイズ | 設備        | 備考        |
| ------ | ------ | ---------------- | ----------- | ----------- |
| 1      | 146    | 5.6m×10.3m       |             |             |
| 2      | 146    | 5.6m×10.3m       |             |             |
| 3      | 179    | 5.6m×10.3m       |             |             |
| 4      | 179    | 5.6m×10.3m       |             |             |
| 5      | 445    | 6.9m×16.5m       | HDCS        |             |
| 6      | 112    | 5.6m×13.3m       | 4DX・HDCS   | 以前は271席 |
| 7      | 146    | 5.6m×10.3m       | RealD       |             |
| 8      | 136    | 5.4m×9.9m        |             |             |
| 9      | 286    | 5.6m×13.3m       | RealD・HDCS |             |